# Andrena pandosa
Andrena pandosa là một loài Hymenoptera trong họ Andrenidae. Loài này được Warncke mô tả khoa học năm 1968.